# Dieffenthal
Dieffenthal (Dieffental in tedesco, Diefedàl in alsaziano) è un comune francese di 253 abitanti situato nel dipartimento del Basso Reno nella regione del Grand Est.

## Società

### Evoluzione demografica
Abitanti censiti